# Válka světů (film, 2005)
Válka světů (anglicky War of the Worlds) je americký akční film, který v roce 2005 natočil režisér Steven Spielberg. Je to volná adaptace stejnojmenného románu anglického spisovatele Herberta George Wellse.
Hlavní roli zaměstnance doků Raye Ferriera hrál Tom Cruise. Ray Ferrier je rozvedený jeřábník. Jeho bývalá žena mu svěří syna Robbieho a dceru Rachel, aby mohla odjet za rodiči do Bostonu. Země je mezitím napadena vetřelci, kteří ovládají smrtící stroje - tripody, zabíjejí obyvatelstvo a pustoší krajinu. Ray se pokouší zachránit sebe a děti a dostat se do Bostonu.

## Děj
Ray Ferrier (Tom Cruise) je jeřábník v docích New Jersey. Je rozvedený, jeho ex-manželka Marry Ann (Miranda Otto) mu nechá na čas jejich děti, protože odjíždí za rodiči do Bostonu. Syn Robbie (Justin Chatwin) si bez dovolení půjčí jeho automobil, Ray jej chce začít hledat, když si všimne neobvyklých povětrnostních jevů. Blíží se záhadná bouře se silnými blesky. Ray se jde i s dcerou Rachel (Dakota Fanning) schovat do domu. Bouře vyřadí z provozu veškeré elektronické zařízení, nefungují televizory, telefony, dokonce ani automobily. Ray se vydává na průzkum. Cestou potká místního mechanika a poradí mu, ať ve vozidle vymění cívku.
Ferrier se dostane s ostatními na křižovatku a je svědkem vztyčení obrovského třínohého stroje ze země. Tripod zahouká a spustí střelbu do lidí, ničí svými paprsky vše, co mu stojí v cestě. Ray najde Robbieho a vrací se pro Rachel, aby s dětmi odjel pryč, zatímco tripody demolují město. Přijíždí do domu Mary Ann, kde stráví noc v úkrytu. Není klidná, exploze se ozývají po celou dobu. Ráno vyjde ven a spatří na ulici trosky havarovaného letadla Boeing 747. Střetne se s reportérskou dvojicí, která sbírá jídlo z trosek. Reportérka mu ukáže záznam bouře a domnívá se, že tripody musely být v zemi ukryté tisíce let. Při invazi se do nich dostali vetřelci přes ony silné výboje.
Ray se rozhodne odjet s dětmi za svou bývalou ženou a jejími rodiči do Bostonu. Robbie se pokusí přidat k okolo projíždějící armádě, ale otec se sestrou jej zastaví. Při průjezdu městem se musí vzdát svého vozu, aby si zachránili holé životy (pojízdný automobil představuje velké lákadlo pro ozbrojence). Později se přesunou na trajekt, který je potopen při útoku tripodů. Rodina je svědkem boje vojáků s vetřelci. Robbie je odhodlán zúčastnit se boje a Ray už jej nedokáže udržet. Následně je odpor vojáků lehce odražen tripody, které jsou díky energetickým štítům téměř nezničitelné. Při útěku se Ray s Rachel ukryjí v domě Harlana Ogilvyho (Tim Robbins), který na ně zavolá a zve je do sklepa svého domu. Harlan přišel o celou rodinu a chce se pomstít. Jeho aktivita je stojí málem život, když se téměř prozradí během pátrání mimozemské průzkumné kamery v jejich sklepě. Neodhalí je ale ani skupina několika vetřelců. Ráno utrpí Ogilvy psychický otřes, když vidí tripody vysávající z lidí krev. Všude kolem je červené pletivo mimozemských tkání. Ray je donucen jej zabít, aby svým řevem nepřitáhl pozornost vetřelců. Dvojici odhalí druhá chapadlovitá sonda, kterou Ray téměř usekne. Rachel uteče ven a je zajata tripodem. Ray vyběhne ven a v poškozeném vojenském vozidle Humvee nalezne granáty. Jeden z nich odpálí, aby přivábil tripoda. To se mu podaří a je rovněž zajat. V transportním košíku je mimo něj a Rachel několik dalších lidských zajatců. Rachel je v šoku, jednou za čas se spustí do košíku chapadlo a vysaje jednoho ze zajatců. Další z obětí má být Ray, ale ostatní lidé pochopí jeho záměr odpálit granáty. Zavěsí se na něj a chapadlo jej nedokáže nasát. V tripodu explodují granáty a stroj padá k zemi, lidé jsou volní.
Ray s dcerou Rachel přijíždí do Bostonu, kde si všimnou rozpadajícího se a práchnivějícího mimozemského pletiva. Tripody se začínají chovat nejistě a zmatkují. Ray zaregistruje ptáky poblíž jednoho tripoda a upozorní na to opodál stojícího vojáka. Znamená to, že stroj není chráněn energetickým štítem. Vojáci tripod ostřelují z ramene odpalovanými raketami a poškodí jej natolik, že se zřítí k zemi. Vojáci i civilisté se k němu opatrně přibližují. Na tripodu se otevře poklop a vyteče z něj hnojivo. Jde vidět umírajícího vetřelce.
Ray a Rachel se setkají s Mary Ann u jejích rodičů (hrají Ann Robinson a Gene Barry - účinkovali ve filmu Válka světů z roku 1953) a k jejich překvapení i s Robbiem, který nějakým způsobem přežil masakr na kopci poblíž Ogilvyho domu.

## Obsazení

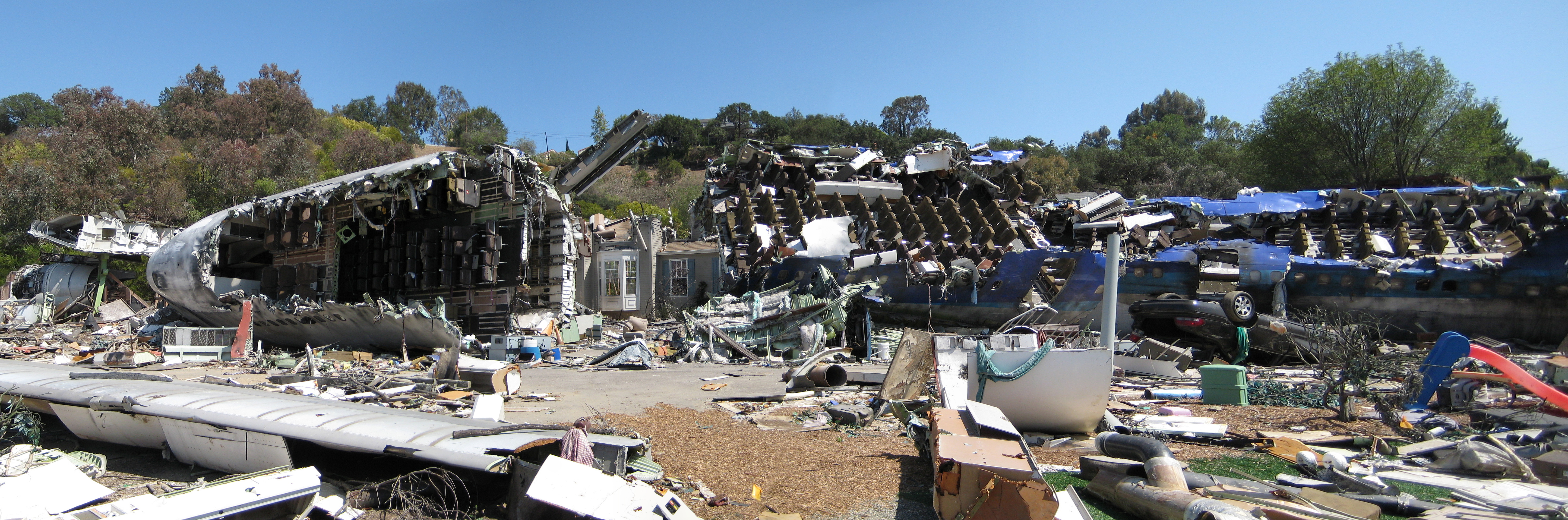
Zničený Boeing 747 z filmu Válka světů.

| Tom Cruise        | Ray Ferrier    |
| Dakota Fanning    | Rachel Ferrier |
| Justin Chatwin    | Robbie Ferrier |
| Tim Robbins       | Harlan Ogilvy  |
| Miranda Otto      | Mary Ann       |
| David Alan Basche | Tim            |
| Yul Vazquez       | Julio          |
| Rick Gonzalez     | Vincent        |
| Lenny Venito      | Manny          |
| Morgan Freeman    | vypravěč       |
| Gene Barry        | dědeček        |